# ブレダ宣言
ブレダ宣言（英：Declaration of Breda）とは、1660年4月4日に清教徒革命（イングランド内戦）で亡命していたチャールズ2世がイングランド共和国へ向けて発表した声明書。起草者はエドワード・ハイド。名前は亡命先のオランダの都市ブレダにちなむ。

## 概要
イングランドへの復帰に向けてハイドはジョン・グランヴィル（後の初代バース伯爵）を通じてジョージ・マンクと接触、マンクとの話し合いで出た結論を元にして4つの条件にまとめた文書を5部作成、グランヴィルに渡してイングランド議会、陸軍、海軍、ロンドンにまで送った。内容は以下の通り。
1. 革命中の行動については、議会が指名する若干名を除き大赦を与え、国王に対する犯罪の責任は問わない。
2. 宗教上の意見の相違を許し、信仰の自由を保証する。
3. 革命中に没収された土地は回復されるが、税支払いのために手放した土地に関しては購入者の権利が保証されること。土地所有権の移動は議会で処理する。
4. 軍隊の給与は議会の決定に従って速やかに支払う。

4月25日に開会した仮議会はブレダ宣言を受諾、5月8日にチャールズ2世をイングランド国王であることを宣言した。イングランドに帰国したチャールズ2世とハイドは5月29日にロンドンへ入り王政復古が成就、8月にブレダ宣言に基づいた免責・大赦法が成立、チャールズ2世とハイドや議会は王殺しなど例外を別として反対派を不問にする方針を取り、恩赦を通して国民と和解を進めていった。